# Eupithecia pamirica
Eupithecia pamirica is een vlinder uit de familie van de spanners (Geometridae). De wetenschappelijke naam van de soort is voor het eerst geldig gepubliceerd in 1988 door Viidalepp.
De soort komt voor in Centraal-Azië, op hoogtes van 1800 tot 3500 meter boven zeeniveau.